# Eleições europeias de 2019 na Maia

## Resultados Oficiais
| Partido                 | Partido                        | Votos   | %               | +/-  |
| ----------------------- | ------------------------------ | ------- | --------------- | ---- |
|                         | Partido Socialista             | 15 195  | 31,22 / 100,00  | 0,78 |
|                         | Partido Social Democrata       | 11 144  | 22,89 / 100,00  | -    |
|                         | Bloco de Esquerda              | 5 717   | 11,74 / 100,00  | 5,71 |
|                         | Pessoas–Animais–Natureza       | 3 580   | 7,35 / 100,00   | 4,92 |
|                         | CDS – Partido Popular          | 2 492   | 5,12 / 100,00   | -    |
|                         | Coligação Democrática Unitária | 2 188   | 4,49 / 100,00   | 5,26 |
|                         | LIVRE                          | 891     | 1,83 / 100,00   | 0,51 |
|                         | Iniciativa Liberal             | 850     | 1,75 / 100,00   | Novo |
|                         | Nós, Cidadãos!                 | 809     | 1,66 / 100,00   | Novo |
|                         | Aliança                        | 707     | 1,45 / 100,00   | Novo |
|                         | Outros (com menos de 1,00%)    | 1 530   | 3,14 / 100,00   |      |
| Votos Inválidos         | Votos Inválidos                | 3 574   | 7,34 / 100,00   | 1,06 |
| Total                   | Total                          | 48 677  | 100,00 / 100,00 |      |
| Eleitorado/Participação | Eleitorado/Participação        | 115 945 | 41,98 / 100,00  | 1,77 |

## Resultados por Freguesia
Os resultados seguintes referem-se aos partidos que obtiveram mais de 1,00% dos votos:
| Freguesia               | %     | %     | %     | %    | %    | %    | %    | %    | %    | %    | Votantes |
| Freguesia               | PS    | PSD   | BE    | PAN  | CDS  | CDU  | L    | IL   | NC!  | A    | Votantes |
| ----------------------- | ----- | ----- | ----- | ---- | ---- | ---- | ---- | ---- | ---- | ---- | -------- |
| Águas Santas            | 34,06 | 19,64 | 13,26 | 7,90 | 4,12 | 5,57 | 1,70 | 1,07 | 1,38 | 1,29 | 9 170    |
| Castêlo da Maia         | 30,41 | 24,84 | 10,97 | 6,59 | 5,89 | 3,55 | 1,72 | 1,72 | 1,45 | 1,38 | 5 946    |
| Cidade da Maia          | 28,96 | 23,58 | 12,51 | 7,48 | 5,58 | 4,09 | 1,97 | 2,25 | 1,84 | 1,58 | 15 837   |
| Folgosa                 | 32,11 | 28,37 | 8,81  | 5,38 | 4,75 | 3,90 | 1,71 | 1,17 | 1,40 | 1,33 | 1 283    |
| Milheirós               | 37,03 | 19,04 | 8,53  | 8,11 | 3,92 | 4,76 | 2,14 | 1,20 | 1,99 | 1,94 | 1 912    |
| Moreira                 | 30,15 | 22,58 | 11,39 | 7,74 | 5,64 | 3,92 | 1,68 | 2,42 | 1,70 | 1,57 | 4 716    |
| Nogueira e Silva Escura | 30,47 | 25,92 | 10,49 | 8,07 | 5,58 | 3,02 | 1,42 | 1,78 | 1,71 | 1,24 | 2 813    |
| Pedrouços               | 32,66 | 21,70 | 11,15 | 7,03 | 4,23 | 6,72 | 2,18 | 1,20 | 1,89 | 1,12 | 4 180    |
| São Pedro Fins          | 31,38 | 29,91 | 9,53  | 4,84 | 6,60 | 3,81 | 1,03 | 0,73 | 1,17 | 1,03 | 682      |
| Vila Nova da Telha      | 32,74 | 23,29 | 10,71 | 6,36 | 4,68 | 4,68 | 1,92 | 1,73 | 1,54 | 1,87 | 2 138    |
| Maia                    | 31,22 | 22,89 | 11,74 | 7,35 | 5,12 | 4,49 | 1,83 | 1,75 | 1,66 | 1,45 | 48 677   |

#### Águas Santas
| Partido                 | Partido                                         | Votos  | %               | +/-  |
| ----------------------- | ----------------------------------------------- | ------ | --------------- | ---- |
|                         | Partido Socialista                              | 3 123  | 34,06 / 100,00  | 0,95 |
|                         | Partido Social Democrata                        | 1 801  | 19,64 / 100,00  | -    |
|                         | Bloco de Esquerda                               | 1 216  | 13,26 / 100,00  | 6,78 |
|                         | Pessoas–Animais–Natureza                        | 724    | 7,90 / 100,00   | 5,28 |
|                         | Coligação Democrática Unitária                  | 511    | 5,57 / 100,00   | 6,74 |
|                         | CDS – Partido Popular                           | 378    | 4,12 / 100,00   | -    |
|                         | LIVRE                                           | 156    | 1,70 / 100,00   | 0,63 |
|                         | Nós, Cidadãos!                                  | 127    | 1,38 / 100,00   | Novo |
|                         | Aliança                                         | 118    | 1,29 / 100,00   | Novo |
|                         | Basta!                                          | 109    | 1,19 / 100,00   | 0,39 |
|                         | Partido Comunista dos Trabalhadores Portugueses | 99     | 1,08 / 100,00   | 0,74 |
|                         | Iniciativa Liberal                              | 98     | 1,07 / 100,00   | Novo |
|                         | Outros (com menos de 1,00%)                     | 126    | 1,37 / 100,00   |      |
| Votos Inválidos         | Votos Inválidos                                 | 584    | 6,37 / 100,00   | 1,34 |
| Total                   | Total                                           | 9 170  | 100,00 / 100,00 |      |
| Eleitorado/Participação | Eleitorado/Participação                         | 23 116 | 39,67 / 100,00  | 0,06 |

#### Castêlo da Maia
| Partido                 | Partido                        | Votos  | %               | +/-  |
| ----------------------- | ------------------------------ | ------ | --------------- | ---- |
|                         | Partido Socialista             | 1 808  | 30,41 / 100,00  | 0,23 |
|                         | Partido Social Democrata       | 1 477  | 24,84 / 100,00  | -    |
|                         | Bloco de Esquerda              | 652    | 10,97 / 100,00  | 5,32 |
|                         | Pessoas–Animais–Natureza       | 392    | 6,59 / 100,00   | 4,74 |
|                         | CDS – Partido Popular          | 350    | 5,89 / 100,00   | -    |
|                         | Coligação Democrática Unitária | 211    | 3,55 / 100,00   | 3,14 |
|                         | LIVRE                          | 102    | 1,72 / 100,00   | 0,51 |
|                         | Iniciativa Liberal             | 102    | 1,72 / 100,00   | Novo |
|                         | Nós, Cidadãos!                 | 86     | 1,45 / 100,00   | Novo |
|                         | Aliança                        | 82     | 1,38 / 100,00   | Novo |
|                         | Outros (com menos de 1,00%)    | 177    | 3,08 / 100,00   |      |
| Votos Inválidos         | Votos Inválidos                | 502    | 8,44 / 100,00   | 0,46 |
| Total                   | Total                          | 5 946  | 100,00 / 100,00 |      |
| Eleitorado/Participação | Eleitorado/Participação        | 15 793 | 37,65 / 100,00  | 2,46 |

#### Cidade da Maia
| Partido                 | Partido                        | Votos  | %               | +/-  |
| ----------------------- | ------------------------------ | ------ | --------------- | ---- |
|                         | Partido Socialista             | 4 586  | 28,96 / 100,00  | 1,15 |
|                         | Partido Social Democrata       | 3 735  | 23,58 / 100,00  | -    |
|                         | Bloco de Esquerda              | 1 981  | 12,51 / 100,00  | 6,10 |
|                         | Pessoas–Animais–Natureza       | 1 185  | 7,48 / 100,00   | 4,88 |
|                         | CDS – Partido Popular          | 883    | 5,58 / 100,00   | -    |
|                         | Coligação Democrática Unitária | 648    | 4,09 / 100,00   | 5,01 |
|                         | Iniciativa Liberal             | 356    | 2,25 / 100,00   | Novo |
|                         | LIVRE                          | 312    | 1,97 / 100,00   | 0,72 |
|                         | Nós, Cidadãos!                 | 292    | 1,84 / 100,00   | Novo |
|                         | Aliança                        | 250    | 1,58 / 100,00   | Novo |
|                         | Outros (com menos de 1,00%)    | 455    | 2,87 / 100,00   |      |
| Votos Inválidos         | Votos Inválidos                | 1 154  | 7,29 / 100,00   | 1,36 |
| Total                   | Total                          | 15 837 | 100,00 / 100,00 |      |
| Eleitorado/Participação | Eleitorado/Participação        | 34 912 | 45,36 / 100,00  | 3,19 |

#### Folgosa
| Partido                 | Partido                        | Votos | %               | +/-  |
| ----------------------- | ------------------------------ | ----- | --------------- | ---- |
|                         | Partido Socialista             | 412   | 32,11 / 100,00  | 3,62 |
|                         | Partido Social Democrata       | 364   | 28,37 / 100,00  | -    |
|                         | Bloco de Esquerda              | 113   | 8,81 / 100,00   | 4,46 |
|                         | Pessoas–Animais–Natureza       | 69    | 5,38 / 100,00   | 3,90 |
|                         | CDS – Partido Popular          | 61    | 4,75 / 100,00   | -    |
|                         | Coligação Democrática Unitária | 50    | 3,90 / 100,00   | 3,49 |
|                         | LIVRE                          | 22    | 1,71 / 100,00   | 0,42 |
|                         | Nós, Cidadãos!                 | 18    | 1,40 / 100,00   | Novo |
|                         | Aliança                        | 17    | 1,33 / 100,00   | Novo |
|                         | Iniciativa Liberal             | 15    | 1,17 / 100,00   | Novo |
|                         | Outros (com menos de 1,00%)    | 42    | 3,27 / 100,00   |      |
| Votos Inválidos         | Votos Inválidos                | 100   | 7,79 / 100,00   | 1,49 |
| Total                   | Total                          | 1 283 | 100,00 / 100,00 |      |
| Eleitorado/Participação | Eleitorado/Participação        | 2 958 | 43,37 / 100,00  | 0,87 |

#### Milheirós
| Partido                 | Partido                        | Votos | %               | +/-  |
| ----------------------- | ------------------------------ | ----- | --------------- | ---- |
|                         | Partido Socialista             | 708   | 37,03 / 100,00  | 1,64 |
|                         | Partido Social Democrata       | 364   | 19,04 / 100,00  | -    |
|                         | Bloco de Esquerda              | 163   | 8,53 / 100,00   | 3,05 |
|                         | Pessoas–Animais–Natureza       | 155   | 8,11 / 100,00   | 6,26 |
|                         | Coligação Democrática Unitária | 91    | 4,76 / 100,00   | 3,61 |
|                         | CDS – Partido Popular          | 75    | 3,92 / 100,00   | -    |
|                         | LIVRE                          | 41    | 2,14 / 100,00   | 0,12 |
|                         | Nós, Cidadãos!                 | 38    | 1,99 / 100,00   | Novo |
|                         | Aliança                        | 37    | 1,94 / 100,00   | Novo |
|                         | Iniciativa Liberal             | 23    | 1,20 / 100,00   | Novo |
|                         | Outros (com menos de 1,00%)    | 56    | 2,93 / 100,00   |      |
| Votos Inválidos         | Votos Inválidos                | 161   | 8,42 / 100,00   | 0,01 |
| Total                   | Total                          | 1 912 | 100,00 / 100,00 |      |
| Eleitorado/Participação | Eleitorado/Participação        | 4 004 | 47,75 / 100,00  | 4,41 |

#### Moreira
| Partido                 | Partido                        | Votos  | %               | +/-  |
| ----------------------- | ------------------------------ | ------ | --------------- | ---- |
|                         | Partido Socialista             | 1 422  | 30,15 / 100,00  | 0,46 |
|                         | Partido Social Democrata       | 1 065  | 22,58 / 100,00  | -    |
|                         | Bloco de Esquerda              | 537    | 11,39 / 100,00  | 5,83 |
|                         | Pessoas–Animais–Natureza       | 365    | 7,74 / 100,00   | 5,18 |
|                         | CDS – Partido Popular          | 266    | 5,64 / 100,00   | -    |
|                         | Coligação Democrática Unitária | 185    | 3,92 / 100,00   | 5,12 |
|                         | Iniciativa Liberal             | 114    | 2,42 / 100,00   | Novo |
|                         | Nós, Cidadãos!                 | 80     | 1,70 / 100,00   | Novo |
|                         | LIVRE                          | 79     | 1,68 / 100,00   | 0,55 |
|                         | Aliança                        | 74     | 1,57 / 100,00   | Novo |
|                         | Basta!                         | 50     | 1,06 / 100,00   | 0,18 |
|                         | Outros (com menos de 1,00%)    | 103    | 2,18 / 100,00   |      |
| Votos Inválidos         | Votos Inválidos                | 376    | 7,98 / 100,00   | 1,23 |
| Total                   | Total                          | 4 716  | 100,00 / 100,00 |      |
| Eleitorado/Participação | Eleitorado/Participação        | 11 172 | 42,21 / 100,00  | 1,50 |

#### Nogueira e Silva Escura
| Partido                 | Partido                        | Votos | %               | +/-  |
| ----------------------- | ------------------------------ | ----- | --------------- | ---- |
|                         | Partido Socialista             | 857   | 30,47 / 100,00  | 0,25 |
|                         | Partido Social Democrata       | 729   | 25,92 / 100,00  | -    |
|                         | Bloco de Esquerda              | 295   | 10,49 / 100,00  | 3,88 |
|                         | Pessoas–Animais–Natureza       | 227   | 8,07 / 100,00   | 5,27 |
|                         | CDS – Partido Popular          | 157   | 5,58 / 100,00   | -    |
|                         | Coligação Democrática Unitária | 85    | 3,02 / 100,00   | 4,10 |
|                         | Iniciativa Liberal             | 50    | 1,78 / 100,00   | Novo |
|                         | Nós, Cidadãos!                 | 48    | 1,71 / 100,00   | Novo |
|                         | LIVRE                          | 40    | 1,42 / 100,00   | 1,19 |
|                         | Aliança                        | 35    | 1,24 / 100,00   | Novo |
|                         | Basta!                         | 29    | 1,03 / 100,00   | 0,02 |
|                         | Outros (com menos de 1,00%)    | 69    | 2,45 / 100,00   |      |
| Votos Inválidos         | Votos Inválidos                | 192   | 6,82 / 100,00   | 1,15 |
| Total                   | Total                          | 2 813 | 100,00 / 100,00 |      |
| Eleitorado/Participação | Eleitorado/Participação        | 7 044 | 39,93 / 100,00  | 1,77 |

#### Pedrouços
| Partido                 | Partido                        | Votos  | %               | +/-  |
| ----------------------- | ------------------------------ | ------ | --------------- | ---- |
|                         | Partido Socialista             | 1 365  | 32,66 / 100,00  | 0,91 |
|                         | Partido Social Democrata       | 907    | 21,70 / 100,00  | -    |
|                         | Bloco de Esquerda              | 466    | 11,15 / 100,00  | 5,14 |
|                         | Pessoas–Animais–Natureza       | 294    | 7,03 / 100,00   | 4,63 |
|                         | Coligação Democrática Unitária | 281    | 6,72 / 100,00   | 7,42 |
|                         | CDS – Partido Popular          | 177    | 4,23 / 100,00   | -    |
|                         | LIVRE                          | 91     | 2,18 / 100,00   | 0,41 |
|                         | Nós, Cidadãos!                 | 79     | 1,89 / 100,00   | Novo |
|                         | Iniciativa Liberal             | 50     | 1,20 / 100,00   | Novo |
|                         | Aliança                        | 47     | 1,12 / 100,00   | Novo |
|                         | Basta!                         | 44     | 1,05 / 100,00   | 0,26 |
|                         | Outros (com menos de 1,00%)    | 80     | 1,93 / 100,00   |      |
| Votos Inválidos         | Votos Inválidos                | 299    | 7,15 / 100,00   | 0,01 |
| Total                   | Total                          | 4 180  | 100,00 / 100,00 |      |
| Eleitorado/Participação | Eleitorado/Participação        | 10 182 | 41,05 / 100,00  | 0,04 |

#### São Pedro Fins
| Partido                 | Partido                        | Votos | %               | +/-  |
| ----------------------- | ------------------------------ | ----- | --------------- | ---- |
|                         | Partido Socialista             | 214   | 31,38 / 100,00  | 3,53 |
|                         | Partido Social Democrata       | 204   | 29,91 / 100,00  | -    |
|                         | Bloco de Esquerda              | 65    | 9,53 / 100,00   | 4,91 |
|                         | CDS – Partido Popular          | 45    | 6,60 / 100,00   | -    |
|                         | Pessoas–Animais–Natureza       | 33    | 4,84 / 100,00   | 1,95 |
|                         | Coligação Democrática Unitária | 26    | 3,81 / 100,00   | 4,27 |
|                         | Nós, Cidadãos!                 | 8     | 1,17 / 100,00   | Novo |
|                         | Aliança                        | 7     | 1,03 / 100,00   | Novo |
|                         | LIVRE                          | 7     | 1,03 / 100,00   | 0,85 |
|                         | Outros (com menos de 1,00%)    | 21    | 3,07 / 100,00   |      |
| Votos Inválidos         | Votos Inválidos                | 52    | 7,62 / 100,00   | 0,89 |
| Total                   | Total                          | 682   | 100,00 / 100,00 |      |
| Eleitorado/Participação | Eleitorado/Participação        | 1 625 | 41,97 / 100,00  | 0,20 |

#### Vila Nova da Telha
| Partido                 | Partido                        | Votos | %               | +/-  |
| ----------------------- | ------------------------------ | ----- | --------------- | ---- |
|                         | Partido Socialista             | 700   | 32,74 / 100,00  | 1,52 |
|                         | Partido Social Democrata       | 498   | 23,29 / 100,00  | -    |
|                         | Bloco de Esquerda              | 229   | 10,71 / 100,00  | 5,94 |
|                         | Pessoas–Animais–Natureza       | 136   | 6,36 / 100,00   | 4,12 |
|                         | Coligação Democrática Unitária | 100   | 4,68 / 100,00   | 5,74 |
|                         | CDS – Partido Popular          | 100   | 4,68 / 100,00   | -    |
|                         | LIVRE                          | 41    | 1,92 / 100,00   | 0,12 |
|                         | Aliança                        | 40    | 1,87 / 100,00   | Novo |
|                         | Iniciativa Liberal             | 37    | 1,73 / 100,00   | Novo |
|                         | Nós, Cidadãos!                 | 33    | 1,54 / 100,00   | Novo |
|                         | Outros (com menos de 1,00%)    | 70    | 3,27 / 100,00   |      |
| Votos Inválidos         | Votos Inválidos                | 154   | 7,20 / 100,00   | 1,71 |
| Total                   | Total                          | 2 138 | 100,00 / 100,00 |      |
| Eleitorado/Participação | Eleitorado/Participação        | 5 139 | 41,60 / 100,00  | 0,84 |